# Holcocephala rufithorax
Holcocephala rufithorax là một loài ruồi trong họ Asilidae. Holcocephala rufithorax được Wiedemann miêu tả năm 1828. Loài này phân bố ở vùng Tân nhiệt đới.